# إبراهيم نصر الله
إبراهيم نصر الله (2 كانون الأول 1954-) روائي وكاتب وشاعر وأديب فلسطيني من مواليد عمّان، يحمل الجنسية الأردنية.
منح “الجائزة العالمية للشعر” تكريما لتجربته الشعرية في المهرجان الدولي الخامس للشعر والآداب الذي أقيم في مدينة كهرمان مرعش التاريخية في تركيا للعام 2025.

## حياته
ولد من أبوين فلسطينيين، هُجِّرا من أرضهما في قرية البريج (فلسطين) الواقعة 28 كم غربي القدس عام 1948. درس نصر الله في مدارس وكالة الغوث في مخيم الوحدات، وحصل على دبلوم تربية وعلم نفس من مركز تدريب عمان لإعداد المعلمين في عمان. يعدّ اليوم واحدا من أكثر الكتاب العرب تأثيرا وانتشارا، حيث تتوالى الطبعات الجديدة من كتبه سنويا، محققة حضورا لدى القارئ العربي والناقد أيضا، ومن اللافت هذا الإقبال من فئة الشباب على رواياته وأشعاره، كما تحظى أعماله بترجمات إلى لغات مختلفة، وإلى ذلك الكتب النقدية الصادرة عن تجربته، ورسائل الماجستير والدكتوراه المكرسة لدراسه إنتاجه في الجامعات العربية والأجنبية.

## أعماله
نشر حتى الآن 15 ديواناً شعرياً و 22 روايةً من ضمنها مشروعه الروائي (الملهاة الفلسطينية) المكون من 12 رواية تغطي أكثر من 250 عاماً من تاريخ فلسطين الحديث. ترجمت له خمس روايات وديوان شعر إلى الإنجليزية، وأربعة كتب إلى الإيطالية. كما ترجمت له رواية إلى الدانماركية وأخرى للتركية والفارسية. نصر الله إلى ذلك، رسام ومصور، وقد أقام أربعة معارض فردية في التصوير.
نال نصر الله تسع جوائز، أهمها "الجائزة العالمية للرواية العربية "البوكر" عام 2018 عن روايته "حرب الكلب الثانية"، وجائزة سلطان العويس المرموقة للشعر العربي عام 1997؛ واختيرت روايته "براري الحُمّى" من قبل صحيفة الغارديان البريطانية كواحدة من أهم عشر روايات كتبها عرب أو أجانب عن العالم العربي. عام 2012 نال جائزة القدس للثقافة والإبداع التي تمنح لأول مرة تقديرا لأعماله الأدبية، كما نشرت 10 كتب نقدية عن تجربته الأدبية، وتناولت أعماله عشرات رسائل الدكتوراه والماجستير في العالم.
في يناير 2014 تطوع للصعود إلى قمة كليمنجارو بمرافقة أطفال فلسطينيين فقدوا سيقانهم بسبب قوات الاحتلال الصهيونية، ووصلوا القمة، وقد كتب رواية عن هذه التجربة بعنوان (أرواح كليمنجارو) 2015، وقد فازت هذه الرواية بجائزة كتارا للرواية العربية عام 2016. وفي العام 2020، فاز بجائزة كتارا للمرة الثانية، ليكون أول كاتب عربي يفوز بها عن (الفئة الكبرى)، فئة الروايات المنشورة، عن روايته: ثلاثية الأجراس: «دبابة تحت شجرة عيد الميلاد».

## الشعر
شهدت تجربة نصر الله الشعرية تحولات كثيرة، حيث شكّلت دواوينه الثلاثة الأولى ما يشبه الوحدة الواحدة، من حيث طول القصيدة، وإن كان ديوانه الثالث (أناشيد الصباح) قد شهد نقلة في تركيز قصائده على الإنسانية أكثر وأكثر، وبدا احتفاؤه بالأشياء والتفاصيل عاليًا، كما في قصائده النوافذ والدرج ورحيل وقصائد الحب التي احتلت الجزء الأكبر من الديوان، وكذلك حضور قصيدة النثر فيه بصورة لافتة.
وكان نشر عمله الشعري (نعمان يسترد لونه) نقطة مهمة في مسيرته، حيث حضرت القصيدة السيرية المركبة التي تشكل العمل كله، وقد أثار هذا الديوان الكثير من ردود الفعل، وتم منعه عام 1998م بعد 14 عاما من صدوره، والتراجع عن ذلك، وبعد 23 سنة من صدوره منع مرة ثانية في الأردن وتم تحويل الشاعر بسببه للمحكمة، لكن حملة تضامن واسعة، حالت دون المضي في هذه القضية.
وقد شهد النصف الثاني من الثمانينيات ظهور القصيدة الملحمية في تجربة نصر الله، وكان من أبرز تلك القصائد: الحوار الأخير قبل مقتل العصفور بدقائق، الفتى النهر والجنرال، وقصيدة راية القلب ـ ضد الموت، التي تأمل فيها نصر الله الموت من زواياه المختلفة، على الصعيد الفردي والإنساني الواسع، وصولًا لقصيدته الملحمية (فضيحة الثعلب) التي كتبها عام 1990م.
وما لبث نصر الله أن خاض تجربة القصيدة القصيرة جدًا في ديوان كان له أثر كبير في الحركة الشعرية العربية وهو ديوان: عواصف القلب 1، الذي تبعه بعد سنوات ديوان: شرفات الخريف، وكتاب الموت والموتى، الذي يتأمل فيه الموت عبر مائة قصيدة وقصيدة، وصولًا لحجرة الناي، أو عواصف القلب 4.
وفي عام 1999م نشر ديوانًا يشكل سيرة شعرية لأمه هو (بسم الأم والابن)، ثم أتبعه بديوان سيري آخر هو (مرايا الملائكة) وهو سيرة متخيلة للشهيدة الفلسطينية الطفلة، ابنة الشهور الأربعة: إيمان حجو. وقد أفاد نصر الله من خبراته الروائية بشكل واضح في كتابة هذين العملين.
أما دواوينه الأخيرة (لو أنني كنت مايسترو)، (على خيط نور هنا بين ليلين)، (الحب شرير) فقد اعتبرها النقاد نقلة أخرى في مسيرته، نحو فضاءات إنسانية جديدة ومواضيع مختلفة، تداخل فيها الإنساني والوطني والكوني بصورة عميقة.

## الرواية
أما على المستوى الروائي، فقد أحدثت روايته الأولى (براري الحُمّى) أصداء لم تزل مستمرة حتى اليوم، حيث توالت طبعاتها ومناقشتها في دراسات نقدية وأكاديمية، وتم اختيارها قبل أربع سنوات كواحدة من أهم خمس روايات ترجمت للدنماركية، وبعد 26 سنة على صدورها اختارها الكاتب الأمريكي مات ريس بتكليف من الغارديان البريطانية كواحدة من أهم عشر روايات كتبت عن العالم العربي وتقدم صورة غير تلك الصورة الشائعة في الإعلام.
أنجز نصر الله عددًا من الروايات بعد براري الحمى، والتي نالت اهتمامًا كبيرًا، وشكلت تجربته في الملهاة الفلسطينية أول مشروع واسع على المستوى الروائي لتأمل القضية الفلسطينية على مدى 250 عاما، ووصلت روايته زمن الخيول البيضاء، الرواية الأخيرة التي صدرت ضمن هذا المشروع، إلى اللائحة القصيرة لجائزة البوكر العربية، في حين أثار مشروعه الآخر (الشرفات) الذي يشكل الوجه الآخر للملهاة الفلسطينية، منذ صدور الرواية الأولى منه اهتمامًا نقديًا وقرائيًا واسعًا. أعيدت طباعة أعمال مرات كثيرة وفي غير عاصمة عربية.

## أعماله ومشاركاته

### أعماله الشعرية
- الخيول على مشارف المدينة عام 1980م.
- نعمان يسترد لونه عام 1984م.
- أناشيد الصباح عام 1984م.
- الفتى والنهر والجنرال عام 1987م.
- عواصف القلب عام 1989م.
- حطب أخضر عام 1991م.
- فضيحة الثعلب 1993م.
- الأعمال الشعرية (مجلد)[14] عام 1994م.
- شرفات الخريف عام 1996م.
- كتاب الموت والموتى عام 1997م.
- بسم الأم والابن عام 1999م، الدار العربية للعلوم ـ بيروت.
- مرايا الملائكة 2001م.
- حجرة الناي 2007 م.
- لو أنني كنت مايسترو 2009م، الدار العربية للعلوم ـ بيروت.
- عودة الياسمين إلى أهله سالما: مختارات من قصائده القصيرة: 2011م، الدار العربية للعلوم ـ بيروت.
- أحوال الجنرال: مختارات من قصائده الملحمية الطويلة: 2011م، الدار العربية للعلوم ـ بيروت.
- (على خيط نور.. هنا بين ليلين) 2012 الدار العربية للعلوم ـ بيروت.
- (الحب شرير)[15]2017 الدار العربية للعلوم ـ بيروت.
- مريم غزة، دار طباق للنشر والتوزيع، رام الله، 2024

نُشرت مختارات من قصائده بالإنجليزية، الإيطالية، الروسية، الأسبانية، البولندية التركية، الفرنسية، السويدية، والألمانية.

### أعماله الروائية

#### الملهاة الفلسطينية
«الملهاة الفلسطينية» ملحمة روائية درامية وتاريخية كتبها «نصر الله» قبل ومع مشروعه الروائي الموازي الشرفات. وضم هذا المشروع ثمانية روايات لكل منها استقلالها التام عن الروايات الأخرى.

##### ترتيب السلسلة حسب تاريخ النشر
- الأمواج البرية، عام 1988م.
- مجرد 2 فقط صدرت عام 1992 كرواية مستقلة وتم ضمها إلى الملهاة الفلسطينية في عام 2014. حظيت هذه الرواية بدراسات عديدة وتم ترجمتها إلى اللغات الإنجليزية والإيطالية والتركية.[19][20][21]
- طيور الحذر صدرت عام 1996, وتم ترجمتها إلى الإنجليزية.[22]
- طفل الممحاة صدرت عام 2000.
- زيتون الشوارع صدرت عام 2002.
- أعراس آمنة صدرت عام 2004 صدرت بالإنجليزية.
- تحت شمس الضحى صدرت عام 2004.
- زمن الخيول البيضاء صدرت عام 2007, ودخلت الرواية في القائمة النهائية (القصيرة) للجائزة العالمية للرواية العربية لعام 2009 المعروفة بجائزة «بوكر».[23] وتم ترجمتها إلى الإنجليزية.[24]
- قناديل ملك الجليل صدرت عام 2012, ودخلت في القائمة الطويلة للجائزة العالمية للرواية العربية لعام 2012 المعروفة بجائزة «بوكر».[25] وتم ترجمتها إلى الإنجليزية.[26]
- أرواح كليمنجارو، 2015 دار بلومزبري، قطر (جائزة كتارا) للرواية العربية 2016 حرب الكلب الثانية، 2016، عن الدار العربية للعلوم ناشرون في بيروت.
- ثلاثية الأجراس: ظلال المفاتيح، سيرة عين، دبابة تحت شجرة عيد الميلاد، 2019
- طفولتي حتى الآن، 2022[27]
- شمس اليوم الثامن، 2023

#### الشرفات
«الشرفات» مشروع روائي صدر في موازاة مشروع الملهاة الفلسطينية التاريخي والملحمي. وضم هذا المشروع خمسة روايات لكل منها استقلالها التام عن الروايات الأخرى.

##### ترتيب السلسلة حسب تاريخ النشر
- براري الحُمّى عام 1985م ترجمت إلى: الإنجليزية، الإيطالية، الدنماركية.
- عو 1990م.
- حارس المدينة الضائعة - 1998م- بيروت.
- شرفة الهذيان صدرت عام 2005 وترجمت إلى الإنجليزية.[22][31]
- شرفة رجل الثلج صدرت عام 2009 .
- شرفة العار صدرت عام 2010 .
- شرفة الهاوية صدرت عام 2013 , ودخلت الرواية في القائمة الطويلة للجائزة العالمية للرواية العربية لعام 2014 المعروفة بجائزة «بوكر».[32]
- شرفة الفردوس صدرت عام 2014 .
- حرب الكلب الثانية، الدار العربية للعلوم، بيروت 2016، الجائزة العالمية للرواية العربية (البوكر) 2018
- مأساة كاتب القصة القصيرة، الدار العربية للعلوم، نوفمبر 2020.

### كتب للأطفال
- صباح الخير يا أطفال (شعر) المؤسسة العربية للدراسات والنشر، دار الشروق (بيروت، عمان) 1983م.
- أشياء طيبة نسميها الوطن (شعر) دار ابن رشد، عمان، 1984م.

### كتب أخرى
- موسوعة الأدب الفلسطيني -إعداد وتحرير الطبعة العربية. المؤسسة العربية - مجلدان 1997م.
- أفق التحولات في الرواية العربية (ثلاثة أجزاء) -دراسات وشهادات لثلاثين روائيا وناقدًا عربيًا، تحرير وتقديم 1999م، 2003م، دارة الفنون، المؤسسة العربية.
- أفق التحولات في الشعر العربي، شهادات ونصوص، تحرير وتقديم 2000م، دارة الفنون، المؤسسة العربية.
- أفق التحولات في القصة القصيرة -شهادات ونصوص، تحرير وتقديم 2000م، دارة الفنون، المؤسسة العربية.
- الفن والفنان -مختارات من كتابات جبرا إبراهيم جبرا حول الفنون التشكيلية -إعداد وتقديم، دارة الفنون، المؤسسة العربية 2000م.
- ديوان الشاعر الفلسطيني أحمد حلمي عبد الباقي: إعداد وتقديم.
- هزائم المنتصرين ـ السينما بين حرية الإبداع ومنطق السوق. 2000م.
- السيرة الطائرة ـ أقل من عدو أكثر من صديق 2006م.
- صور الوجود ـ السينا تتأمل 2008م.
- كتاب الكتابة- تلك هي الحياة، ذاك هو اللون، شهادات في التجربة الحياتية والشعرية والروائية، الدار العربية للعللوم، بيروت 2018.
- ليل المحو.. نهار الذاكرة، شهادات وكتابات 2020.[33]

### معارض
- كتاب يرسمون - معرض مشترك لثلاثة كتاب - عمان 1993م.
- مشاهد من سير عين.معرض فوتوغرافي، دارة الفنون - عمان 1995م.
- صور وكلمات، معرض فوتوغرافي، دارة الفنون - عمان 2004م.
- حياة البحر الميت، معرض فوتوغرافي ـ كوريا 2004م
- تحت شمسين، معرض فوتوغرافي، دار الأندى - عمان 2011م.

### الندوات والمؤتمرات
شارك في كثير من المهرجانات الشعرية والندوات الأدبية والفنية التي عقدت في الأردن، مصر، العراق، الإمارات العربية المتحدة، سورية، لبنان، المغرب، تونس، ليبيا، اليمن، السعودية، قطر، البحرين، فرنسا، الولايات المتحدة الأمريكية، إيطاليا، كوريا، ألمانيا، كولومبيا، السويد، إسبانيا، كولومبيا، بريطانيا، سويسرا، والدنمارك.

## جوائز
نال عدة جوائز على أعماله الشعرية والروائية منها:
- جائزة «كتارا» للرواية العربية، للمرة الثانية، 2020، عن رواية «دبابة تحت شجرة عيد الميلاد».[34]
- الجائزة العالمية للرواية العربية (بوكر) 2018 عن روايته «حرب الكلب الثانية».[35]
- جائزة (كتارا) للرواية العربية 2016، عن روايته «أرواح كليمنجارو».[36]
- جائزة القدس للثقافة والإبداع (تمنح للمرة الأولى) من لجنة القدس عاصمة دائمة للثقافة العربية ـ فلسطين 2012م.
- جائزة سلطان العويس للشعر العربي 1997م.
- جائزة تيسير سبول للرواية 1994م.
- جائزة عرار للشعر 1991م.
- حصل على جائزة رابطة الكتاب الأردنيين ثلاث مرات (أفضل ديوان) عن ثلاث من مجموعاته الشعرية.
- الجائزة الكبرى للرواية التي مُنحت له من الاتحاد العام لكتاب تركيا عام 2022، مع صدور ديوانه الأخير “مريم غزة” بالتركية، بترجمة الدكتور جنكيز تومار، عن دار “كَتَبَ”، وصدور روايته “زمن الخيول البيضاء” بالتركية بترجمة الدكتور مصطفى إسماعيل.[3]

## تحت الدراسة
تم تناول تجربة إبراهيم نصر الله وأعماله في العديد من الكتب والرسائل الجامعية.

### رسائل جامعية
قدمت حول تجربته العديد من الرسائل الجامعية منها:
- رسالة ماجستير حول رواية (عَـوْ) كلوتيلد جوثير، جامعة إنلكو ـ باريس 1998م.
- رسالة ماجستير حول تجربته الشعرية / أكرم الدويري/ جامعة اليرموك 1999م.
- رسالة ماجستير حول تجربته الروائية / هيام شعبان/جامعة اليرموك 2001م.
- رسالة جامعية حول ديوان (شرفات الخريف) بورنيلا آريو/جامعة نابولي/ إيطاليا 2001م.
- رسالة جامعية حول رواية (عو) مع ترجمة لها، سارة تريولزي، جامعة روما 2001م.
- رسالة جامعية حول رواية (طيور الحذر) تشينزيا باناديس، جامعة نابولي 2003م.
- رسالة دكتوراه (البنية والدلالة في روايات إبراهيم نصر الله) مرشد أحمد/ جامعة الزاوية 2004م.
- رسالة جامعية حول روايته (أعراس آمنه) مايلا غاتين جامعة روما 2005م.
- رسالة ماجستير حول روايته (طيور الحذر) سميرة هنيني، جامعة إنلكو ـ باريس 2005م.
- رسالة ماجستير بعنوان (التشكيل الجمالي في شعر إبراهيم نصر الله) صالح حسن رجب، معهد البحوث والدراسات العربية ـ قسم الدراسات الأدبية واللغوية ـ القاهرة 2005م.
- رسالة ماجستير في جامعة تربيت مدري الإيرانية بعنوان (الحداثة في أعمال إبراهيم نصرالله الأدبية) الباحثة زهرة غياثيز، تحت اشراف الدكتورة كبري روشن فكر .
- رسالة ماجستير حول رواية (زيتون الشوارع)، وترجمة لخمسة فصول منها، الباحثة مارغريتا توريللو بإشراف الأستاذ جوليانو لانسيوني جامعة روما 2012.
- رسالة دكتوراه بعنوان (جدليّة التّوثيق والتّخييل في«الملهاة الفلسطينية» للروائي إبراهيم نصرالله) جامعة بيروت العربية-كلية الآداب قسم اللغة العربية، للباحثة آمنة سليم عمر، 2014.
- رسالة دكتوراه بعنوان «تجليات المكان في شعر إبراهيم نصر الله» جامعة اليرموك/ الأردن للباحثة دلال عنبتاوي، 2014.
- رسالة دكتوراه «الوصف في روايات إبراهيم نصر الله» للباحثة نداء مشعل/ الجامعة الإسلامية/ الأردن 2014.
- رسالة ماجستير: (الحيز الاستعماري وما بعد الاستعمار في روايتي دانيال ديروندا لجورج إليوت وزمن الخيول البيضاء لإبراهيم نصر الله) صابرين صالح، قسم اللغة الإنجليزية، الجامعة الأردنية 2015

- رسالة دكتوراه: تخيلات أدبية جديدة للمجتمع الفلسطيني في أعمال إبراهيم نصر الله، للباحثة نورا بار، جامعة سواس، لندن 2015

- رسالة دكتوراه: جماليات النقد الثقافي في روايات إبراهيم نصر الله، آلاء الشمري، جامعة العلوم الإسلامية العالمية، عمّان الأردن 2015.

- (المثقف البيني في الحالة الفلسطينية، فيروز شحرور، رسالة ماجستير، جامعة بير زيت، 2016

- (الرواية التاريخية عند إبراهيم نصر الله زمن الخيول البيضاء وقناديل ملك الجليل نموذجا، دراسة تحليلية نقدية) 2017 إبراهيم أبو تحفة / جامعة النجاح الوطنية.

- القضية الفلسطينية: صراع بين الرواية واللارواية في زمن الخيول البيضاء لابراهيم نصر الله وحقيقة الدم لكرايل فيليبس، The Question of Palestine: A Contest between Narrative and Non-Narrative in Ibrahim Nasralla's Time of White Horses and Caryl Phillips's The Nature of Blood، أحلام المصري، رسالة ماجستير، 2016، الجامعة العربية المفتوحة، الأردن.

- البنية الروائية في رواية أرواح كليمنجارو لإبراهيم نصر الله"، الباحثة علا عزام كمال أبو بيح، رسالة ماجستير، جامعة النجاح الوطنية، 2017.

- رسالة ماجستير الفلسفة: «دراسة تحليلية عن إسهامات إبراهيم نصر الله في الأدب العربي بارتكاز خاص إلى روايته» حرب الكلب الثانية«للباحث محمد سهيل الإِلَيُورِي، 2019»، قسم اللغة العربية، جامعة كاليكوت، كيرالا، الهند

### كتب
- (شعرية طائر الضوء ـ جماليات التشكيل والتعبير في قصائد إبراهيم نصر الله) الدكتور محمد صابر عبيد، المؤسسة العربية للدراسات والنشر، بيروت 2004م.
- (البنية والدلالة في روايات إبراهيم نصر الله) الدكتور مرشد أحمد، المؤسسة العربية للدراسات والنشر، بيروت 2005م.
- الكون الروائي ـ قراءة في الملحمة الروائية (الملهاة الفلسطينية) د. محمد صابر عبيد، د. سوسن البياتي، المؤسسة العربية للدراسات والنشر ـ بيروت 2006م.
- عين ثالثة/ تداخل الفنون والأجناس في أعمال إبراهيم نصرالله الإبداعية. حسين نشوان، منشورات وزارة الثقافة ـ الأردن 2007م.
- سحر النص: من أفق السرد إلى أجنحة الشعر/ قراءات في المدوّنة الإبداعية لإبراهيم نصر الله. مجموعة باحثين. منشورات الدائرة الثقافية ـ أمانة عمان والمؤسسة العربية للدراسات والنشر- بيروت 2007م.
- فضاء التجاوز/ قراءات تطبيقية في إبداعات شعرية وروائية لإبراهيم نصر الله/ الدكتور محمد عبد القادر، دار الشروق، عمان 2012م.
- رواية ما بعد الحداثة- قراءة في شرفات إبراهيم نصر الله/ د. محمد صابر عبيد، د. سوسن البياتي. منشورات، دار ضفاف، بيروت، مكتبة كل شيء، فلسطين، الأمان، المغرب 2013م.
- تصميم وتطور الشخصيات المحورية في الرواية العربية: الأديب إبراهيم نصر الله نموذجا/ خالد أحمد كبها، دار الهدى للطباعة والنشر 2017.

### أبحاث
* "براري الحمى" لإبراهيم نصر الله: المكان المريض": د. كامل فرحان صالح - مجلة الرواي السعودية - عدد 19 - 2008 - و المجلة العربية - 2010 

## وصلات خارجية
- إبراهيم نصر الله على موقع أرشيف الشارخ.
- بوابة الشعراء : ديوان إبراهيم نصر الله